# Nephele ranzani
Nephele ranzani är en fjärilsart som beskrevs av Bertoloni. Nephele ranzani ingår i släktet Nephele och familjen svärmare. Inga underarter finns listade i Catalogue of Life.